# 永康魚屬
永康魚屬是狼鰭魚科的魚類，生存於白堊紀時期的中國和日本。由於最初化石發現於中國浙江的永康縣（今永康市），因而得名。